# بامبيوتيرول
بامبيوتيرول (بالإنجليزية: Bambuterol)‏ هو دواء يُستعمل في علاج:
- داء الانسداد الرئوي المزمن[7]
- الربو[7]

## دوره
يلعب هذا الدواء دورًا في علاج الأمراض كونه:
- موسع قصبي